# Масаи-Мара
Маса́и-Ма́ра — заповедник на юго-западе Кении, в округе Нарок. Является северным продолжением Национального парка Серенгети. Заповедник назван в честь племени масаи — традиционного населения региона и реки Мара, которая разделяет его. Масаи-Мара знаменит большим количеством обитающих в нём животных, а также ежегодной миграцией гну, проходящей в сентябре и октябре.

## География
Площадь в 1510 км2. Расположен в Восточно-Африканской рифтовой системе, простирающейся от Красного моря до Южной Африки. Ландшафты Масаи-Мара — это травянистая саванна с рощами акаций в юго-восточной части. Западная граница заповедника образована одним из склонов рифтовой долины, и именно здесь обитает большинство животных, так как болотистая местность гарантирует доступ к воде. Восточная граница расположена в 220 км от Найроби, которая больше всего посещается туристами.

## Фауна
Масаи-Мара больше всего знаменит своими львами, обитающими здесь в больших количествах. Здесь проживает самый известный прайд львов, который называют болотным прайдом. Наблюдение за ним, по неофициальным данным, ведется с конца 1980 годов. В начале 2000-х годов был зарегистрирован рекорд по количеству особей в одном прайде — 29 львов.
В заповеднике обитают гепарды, которые находятся под угрозой исчезновения, в основном из-за фактора раздражения от туристов, мешающих их дневной охоте.
В Масаи-Мара наибольшая популяция леопардов в мире.
Все остальные животные «Большой пятёрки» также обитают в заповеднике. Популяция чёрного носорога находится под угрозой исчезновения, в 2000 году было зафиксировано всего 37 особей. Гиппопотамы большими группами живут в реках Мара и Талек.
Самую большую популяцию среди животных заповедника составляют антилопы гну. Каждый год, примерно в июле, эти животные мигрируют огромными стадами на север из равнин Серенгети в поисках свежей травы, а в октябре возвращаются обратно на юг. Другие антилопы также обитают в Масаи-Мара: газель Томсона, газель Гранта, импала, топи и др. Также обитают зебры, жирафы. Масаи-Мара является крупным центром исследования пятнистой гиены. В заповеднике зафиксировано более 450 видов птиц.

## Охрана
Масаи-Мара управляется правительством Кении, международными организациями. В качестве заповедника в современных границах основан в 1961 году. За отдалёнными участками заповедника помогают следить масаи.

## Галерея
|                     |        |           |     |
| Миграция гну и зебр | Импалы | Река Мара | Лев |